# 吏南
吏南（りな、2006年12月28日 - ）は、日本の女性プロレスラー。栃木県下野市出身。スターダム所属。血液型O型。

## 来歴
2018年10月13日、スターダム新木場1stRING大会における妃南戦にてデビュー。5分24秒外道クラッチにより敗北。
2019年4月14日、新木場1stRINGで行われたドラフトで木村花に指名され、新ユニットTCS（TOKYO CYBER SQUAD）に所属。元は三姉妹一緒にSTARS所属だったが 羽南は変わらずSTARS、妃南はQueens Questへと別れることになった。
2020年6月21日、約3ヶ月ぶりに行われた新木場大会で、木村花から教えてもらっていたという木村花の得意技「ハイドレンジア」で妃南に勝利した。
10月29日、TCS解散後、小波以外のTCSメンバーはSTARSへ行ったが、「自分の求めてないSTARSというユニットにいても成長出来る気がまったくしない、あんなキラキラしてるの自分に合わない。自分はもっと成長するために自分のやりたいように出来る大江戸隊に入ります」 と言い、まだ中学生でありながら自らの意思で後楽園ホール大会にてスターダムのヒールユニット大江戸隊に入所。
2021年4月10日、鹿島沙希の欠場を受けてSTARDOM Cinderella tournamentに急遽出場し、1回戦でAZMをオーバー・ザ・トップロープで下す番狂わせを起こした。
2022年5月23日、木村花メモリアルマッチ「バグース！」にサプライズゲストとして登場、木村花のコスプレをした広田さくらと対戦。試合後、リング上から木村花への想いを伝えた。
2023年5月12日、「FIBREPLEX presents NEW BLOOD 8」にて壮麗亜美をハイドレンジアで下し、フューチャー・オブ・スターダム王座を奪取。
2024年7月23日、「STARDOM NIGHTER in KORAKUEN Jul.2」においてJTOの稲葉あずさとのタッグで、羽南・飯田沙耶のwing★goriを破りNEW BLOODタッグ王座を戴冠。
2024年7月28日、刀羅ナツコが大江戸隊を解散して立ち上げた新ヒールユニット「H.A.T.E.」に所属を移行。
2024年8月31日、フューチャー・オブ・スターダム王座防衛戦にて妹の妃南と対戦し勝利。姉の羽南が持っていた同タイトルの連続防衛記録を更新した。
2024年10月5日、13度目のフューチャー・オブ・スターダム王座防衛戦にて天咲光由に敗れ王座を失う。
2024年10月13日、ワールド女子プロレス・ディアナの後楽園ホール大会にてプロレスリングWAVEの炎華と組み、ジャガー横田＆ななみ組とタッグマッチにて対戦。
2024年12月26日、NEW BLOOD17 東京・ニューピアホール大会において行われたNEW BLOODタッグ王座防衛戦において月山和香＆HANAKO組に敗れタッグ王座を失う。
2025年2月24日、宇都宮大会において、スターライト・キッドが持つワンダー・オブ・スターダム王座に挑戦するも敗戦。
2025年5月13日、木村花メモリアルマッチ後楽園ホール大会にてVENYと対戦。
2025年6月6日、暗黒プロレス組織666 後楽園ホール大会に出場

## 人物
- 同じくスターダム所属の羽南は姉、妃南は双子の妹。
- 高校では学級委員長を務める[15]。
- ヒールになってからも基本的に凶器を使用していなかったが、2025年より鞭を凶器として使うようになった。

## 得意技
Pink♡Devil
変形ゴリーボム。2022年2月27日に初披露して以降、フィニッシャーとして使用。
ジャックナイフ
リバース・ブレーンバスター
卍固め
ハイドレンジア
グラウンド卍固め。木村花より伝授。
大抵卍固めから相手の体勢を崩させて腕のみを極めているが、完成形は腕を極める+片足は逆エビ固めの形となるジャベ。
払腰
ヘアーホイップ
相手の髪の毛を掴んで投げる投げ技（反則）
ムチ攻撃
暴言
対戦相手（特に歳上）に対する「クソババア」や、レフェリーに「クソジジイ」と言い放ち唾を吐きかける精神攻撃。（反則？）

## タイトル歴
スターダム
- 第10代フューチャー・オブ・スターダム王座
- 第3代NEW BLOODタッグ王座
  - w/ 稲葉あずさ（JTO）

## 入場テーマ曲
- NEW GENERATION / 大中美穂　（現在の入場テーマ）
- Rampage Girl
- Internet Friends / Knife Party

## テレビ出演
- 阿佐ヶ谷アパートメント（2023年6月12日、NHK総合）
- THE 夜もヒッパレ!「復活!見たい聴きたい歌いたい曲TOP10」（2025年5月24日、日本テレビ）[17]